# بريكليس (لاعب كرة قدم)
بريكليس هو لاعب كرة قدم برازيلي في مركز الوسط، ولد في 4 نوفمبر 1989 في ريو دي جانيرو في البرازيل. لعب مع نادي كوكسي.

## وصلات خارجية
- بريكليس (لاعب كرة قدم) على موقع Soccerway.com (الإنجليزية)